# Empoasca styliformis
Empoasca styliformis är en insektsart som beskrevs av Cunningham och Ross 1965. Empoasca styliformis ingår i släktet Empoasca och familjen dvärgstritar. Inga underarter finns listade i Catalogue of Life.